# 超鋼戦紀キカイオー
『超鋼戦紀キカイオー』（ちょうこうせんきキカイオー、欧米版タイトル：Tech Romancer）は、1998年9月24日に稼動開始したカプコンのアーケード用対戦型格闘ゲーム。
3DCGで表現されたフィールド上で、巨大ロボット同士（一部例外あり）の1対1の対決を行うゲームである。攻撃手段としては通常の殴る蹴るの他に、ミサイル、爆弾、レーザー光線、火炎放射、剣、斧、ドリル、鉄球、無人随伴機による砲撃などがある。また、登場するロボットたちのコンセプトとそれぞれが主役のシナリオも、個々に既存のロボットアニメと特撮作品を踏襲したものとなっている。
本作の企画と設定はスタジオぬえの河森正治が担当している。
2000年1月13日にはドリームキャスト版が発売された。

## ゲームシステム
ゲームは2本先取式で、相手のダメージゲージを2回空にすれば、勝利となって次のステージに進むことができる。ただし、1本取っても自分のダメージゲージは回復したりリセットされない。
本作の特徴的なパラメータとしては「アーマー値」があり、ガードで攻撃を受けるとこれが減少する。アーマーが完全に破壊されるとその瞬間に喰らいモーションが発生して強制的に大きな隙を晒してしまう。さらに防御力が大幅に低下するだけでなく、通常攻撃をガードしてもダメージを受けるようになる。また、スペシャルゲージをためることで、超必殺技が使用可能となる。さらに最終ラウンドに相手のダメージゲージを一定まで減らすことで「ファイナルアタック」と言う所謂「決めの必殺技」が1試合に1回だけ使用可能で、これがヒットするとその時点で勝利が確定する。
本作では、フィールドに存在するビルなどの障害物が破壊可能であり、その中からパワーアップアイテムが出現することがある。このアイテムをどちらが獲得するかで、勝敗が大きく左右されることもある。また無限フィールドなので画面端が存在せず、追い詰められて一方的に倒されることがない。

## ストーリー
ストーリーは、プレイヤーキャラクターとして選択可能な各ロボットの持つイメージに合わせたシナリオが用意され、同じロボットでもストーリーによって設定や役回りが変化し多彩な顔を見せるため、一部例外を除き、常に主役ストーリーの設定通りではない。特に「魔法の国のポリンちゃん」のシナリオではあらゆるキャラクターがコミカルな役回りで登場する。また、途中には選択肢や勝利条件などによるシナリオ分岐が存在し、同じ機体でもストーリーが異なる場合がある。
キカイオー編
本作のシナリオ全編の中でも王道を行くストーリーとなっている一方、途中のシナリオ分岐条件が複雑であり、最終的に3種類のエンディングへ派生する。
また、第一話と特定ルートの第四話と第五話でバトル勝利時のタイムの末尾が7だとラファーガが乱入する追加シナリオがある。乱入シナリオはストーリー上で条件を満たした時に一度だけ発生する。
あらすじ（キカイオー編）
轟源三博士が息子の守とともに地下工場で密かに無敵のロボット・キカイオーを開発していた矢先、地球制服を狙うゴルディバス軍団が送り込んだロボット・クヴァールの襲撃を受ける。源三は最期の力を振り絞り、孫息子のジュンペイにキカイオーを託す。ジュンペイはキカイオーを操り、ゴルディバス軍団の打倒を誓う。
ディクセン編
パイロットがナカトかハルマの選択により、設定やシナリオ展開が全く異なるものになる。うちナカト編は分岐ルートも含め、他のシナリオではラストボスとなるゴルディバスが登場しないため、敵機クヴァールおよびそのパイロットであるイエール、およびシャドーレッドの設定が他シナリオと大きく異なる。また、ルートによってはイエールがガムダからクヴァールに乗り換えたり、シャドーレッドが轟雷からディクセン・エクスペリメントに乗り換えることもある。うち後者のルートにおいては、ディクセンが本来彼のために作られた機体だという発言をしている。
一方、ディクセン・ハルマ編は分岐ルートが存在せず、ストーリーは1通りのみ。また、彼女の敵は全てシミュレータまたは自動機械のため、敵パイロットが乗っていない。
あらすじ（ディクセン・ナカト編）
SHTO（南半球条約機構）軍の首相の息子のナカトは訓練所に通っていたが、ある日軍の極秘最新兵器ディクセンを持ち出し軍を脱走し、敵である連合軍の練習艦ノーザンライツに拾われ、そのまま連合軍の兵士となる。
あらすじ（ディクセン・ハルマ編）
天才少女ハルマは、軍事教育機関バトルスクールで日々戦闘シミュレータによる訓練を重ねていた。ある日、外宇宙からの脅威・自動機械群に対抗するため、ハルマは戦いに駆り出される。
終盤、ハルマの動機の親友・ライードが量産型ディクセンにて援護に駆けつける。戦いが終わった後、ライードはハルマに告白しかけるも失敗に終わる。
パルシオン編
地球防衛軍BITの隊員カイとケイのいずれかを主人公にした物語であり、いずれもディアナ17との戦いでストーリーの分岐が発生する。
あらすじ（パルシオン編）
地球が謎の巨大獣に襲われ、地球防衛軍BITが出動する。激しい戦闘の中、BIT隊員である主人公は逃げ遅れた少年ゴローを助けに向かうが、そこへ敵が襲いかかる。絶体絶命かと思われたその時、光と共に謎の巨人パルシオンが現れた。
カイ編
BIT隊員カイの正体は、ゴルディバス軍団の戦士カイネス・パルシオンだった。記憶を失う前に戦った地球の守護者ディアナ17が最後の力を振り絞ってパルシオンの力を封印し、地球人の心を持って生かされていたことが明かされる。
分岐によってはかつての悪の心を取り戻し後述のダークパルシオンとなる。
ケイ編
BIT隊員ケイの正体は、自らパルシオンの力を封じた宇宙人ケイラムである。いずれ地球を去らなければならないことを覚悟しながら、彼女はパルシオンの封印を解いて戦い続ける。分岐シナリオでは過去の地球意思トレムノンと対決する。
ワイズダック編
ストーリー展開は戦争映画などを強く意識しており、分岐によってアービンの運命が大きく変わるほか、悲惨な結末をも存在する。DC版では該当のエンディングのグラフィックが一部アーケード版から差し替えられている。
あらすじ（ワイズダック編）
最前線で戦争に明け暮れるゴンザレス隊に配属された新兵アービンは戦争の非情な一面を知ることになる。
ディアナ17編
分岐シナリオでは彼女のクラスメイトを中心とした話に移行してストーリーが途中で終了し、エンディングは「次回予告」の形式となる。また、レイカ編の一部のルートでは過去の回想という扱いでゴルディバスが中ボスとしても登場しているほか、通常ルートの最後にも登場しているため、全ストーリーで唯一ゴルディバスと二度戦うことになる。
あらすじ（ディアナ17編）
美少女ロボット・ディアナ17を操るレイカは、地球を狙う魔神大帝ゴルディバスの野望を阻止するため、次々と腕のたつロボットたちに戦いを挑み、仲間に加えていく。
ラファーガ編
あらすじ（ラファーガ編）
SHTO空軍のエースパイロットのサイモンが謎の敵機体からイエールと名乗る少女を保護した。イエールの正体は、ゴルディバスによって地球人に似た姿で造られたアンドロイドであり、自身が人間ではないことへの葛藤に苦しみつつも、主人公サイモンと恋に落ちる。
第2話での結果によってストーリーの分岐が発生し、イエールの結末も変わる。
ツインザムV編
夢の中に取り込まれたユメノ空とユメノ大地の姉弟の活躍を描いた物語。ストーリー開始前の形態の選によって第1話の演出が変化するほか、どちらの形態で勝利したかで物語が分岐する。分岐ルートの一つである空編において、空は亡き母親に会うことを目標に行動する。
なお、『ツインザムV』編では姉弟を除く他の登場人物たちが全て「夢の世界の住人」として設定されている都合上、他のストーリーで姉弟が登場する場合はツインザムVは現実の存在となっている。
あらすじ（ツインザムV編）
ユメノ姉弟はある日、ロボットに乗って戦うという全く同じ夢を同時に見る。その日から二人は同じ夢を続けて見るようになり、やがて彼らは夢の世界に取り込まれてしまう。
ボロン編
このシナリオはパロディ色の強いギャグシナリオで、登場するほぼ全てのキャラクターが女性で、分岐ルートに至ってはジュンペイ以外の男性が登場しない。ラストボスのゴルディバスは本シナリオでは彼女の「親」という設定になっているが、ストーリー分岐によってはその性別さえもポリンの「父」か「母」かに変化する。DC版では一部の過激なシーンが変更された。
あらすじ（ボロン編）
突如、ジュンペイの目の前に、魔法少女ポリンが現れる。ジュンペイが「厄介事を引き付ける特異点」だという理由で、半ば強引に一方的に彼を守るために居候してくる。
轟雷編
ドリームキャスト版で追加されたシナリオ。『鋼鉄巨神 キカイオー』の設定を受け継いでいる部分が多い一方、分岐シナリオは存在しない。
あらすじ（轟雷編）
源三の弟子・巽博士はかつてアレクシムに唆され、ゴルディバス軍の地位に目がくらんで守とその妻の暗殺計画を実行し、その後も連合軍の味方のふりをして裏から地球征服作戦に加担していた。だが、実は生き残っていた守はシャドーレッドと名乗り、巽博士への復讐心を隠してゴルディバス軍団に潜入する。復讐を果たすまであと一歩のその時、アレクシムが巽博士を殺害する。

## 登場キャラクター
機体名の後ろの『』内は、ストーリーモードのアイキャッチで表示される、そのロボットを主役とした架空の番組タイトル。キャラクター設定は各機体のシナリオによって一部変化する。一部シナリオの敵機体は、パイロットが本来の搭乗者とは別人または乗っていない場合がある。

### デフォルト機体およびアレンジ機体
キカイオー / 『鋼鉄巨神 キカイオー』
パイロット：轟ジュンペイ（とどろき ジュンペイ）
声 - 遠近孝一
本作のメインを飾る人型スーパーロボット。ストーリー毎に細かい違いはあるものの、主にジュンペイの父・轟守（とどろき マモル）と祖父・轟源三（とどろき ゲンゾウ）の二人が制作に関わっている。
オリハルコン合金という非常に硬い金属とキカイオーのエネルギー源「超次元機関」により、物理法則が通用しない空間を作り出すためさらに頑丈さが増している。また、設定上は超次元機関に対する対抗手段を持たない限りキカイオーを破壊できないことになっている。そのため、キカイオーが大きく関わるストーリーではゴルディバス軍の唯一の脅威とされている。
各種格闘攻撃のほか、腕を飛ばすパンチ、胸部から放射する熱光線、口から放射する竜巻などの武器を使う。
ファイナルアタックは背部のウィングが合体変形した武器・覇王剣を持って繰り出す「覇王剣・覇王雷鳴斬（「覇王雷鳴斬」とも）」。
パイロットのジュンペイは私立富士美学園に通う16歳の高校生。サオリという幼なじみがいる。正義感の強い熱血漢で、他のシナリオで脇役として登場する場合もほぼ同様の性格だが、ボロン編ではポリンに振り回されサオリに誤解される女運の悪い「特異点」という役割かつポリンと同じく物語の中心人物である。
ディクセン / 型番：FX-004S / 『特務機兵 ディクセン』
パイロット：ナカト・ファーランド / ハルマ・フロックハート
声 - 中原茂 / 鷹森淑乃
無変形の人型リアルロボット。光線銃やレーザーサーベル、随伴する3機のビーム砲装備の無人機「A-サテライト」などを用いて戦う。ファイナルアタックは「ファイナルシュート」。
パイロットの一人、ナカトは16歳の元SHTO軍訓練生だったが、脱走し敵である連合軍側に所属する。もう一人のパイロットのハルマはバトルスクールの生徒の天才少女。
他ストーリーで登場するディクセンは名無しパイロット以外はほぼ全てナカトが担当することになる。ハルマはポリンの分岐ルートでしか登場しない。
ディクセン エクスペリメント / 型番：FX-004EX
パイロット：シャドーレッド
声 - 池田秀一
ディクセン編に敵として登場し、追加キャラクターとしてプレイヤーも使用可能（ストーリーモード不可）。カラーリングだけでなく、頭部のデザインが若干異なり（カメラがゴーグル状から「眼」に変更されている）、武器のリーチや威力、ジャンプなどの機動力が強化されており、ディクセンの上位互換となっている。
この他、一部のシナリオに敵として登場する一般兵用のディクセン量産型（DX-001A）は、カラーリングが緑色で、戦闘中にパイロットが表示されないこととサテライトが無い点を除き、通常のものと性能は同じ。ハルマ編ではデモでライードがこの量産型に搭乗しているが、使用はできない。
パルシオン / 『戦え! パルシオン』
パイロット：カイ / ケイ
声 - 子安武人 / 長沢美樹
生物と機械が融合した生体鎧であり、ガイナン星人が創り出した。携帯電話のようなアイテムで召喚し、同化して操作する。
「宇宙空手」など格闘攻撃がメインだが、トゲの付いた光輪を投げ付けたり、交差した手から光線を出したりする。追い討ち攻撃では倒れた相手を食っているようにも見える。ファイナルアタックは「オーバー・ザ・ギャラクシー」。設定上は他にも同型または類似の「鎧」が存在し、パルシオンは名匠の作で、それらの中でも特に優れた性能を有している。
パイロットのカイ（男性）とケイ（女性）はどちらも23歳の地球防衛軍BIT隊員（登場するのは片方のみ）。ただし、カイは過去の記憶を失っているが、ケイは自分が宇宙人であることを自ら隠して地球人として生きているという違いがある。ストーリーモードは、パイロットがカイとケイのどちらでも基本設定はほぼ同じだが、分岐シナリオでそれぞれ異なる展開になる。
他のシナリオでは、ツインザムV編とラファーガ編でパルシオンそのものが宇宙人として登場する（こちらのパイロットはカイだが顔出しはしていない）。ボロン編ではケイが愛の伝導者としてジュンペイの前に現れる。
ダークパルシオン
パイロット：悪の心に目覚めたカイ
声 - 子安武人
追加キャラクターとして使用可能（ストーリーモード不可）。カラーリングが異なる以外、性能はほぼ同じ。ストーリーモードでは、通常のパルシオンでのカイ編の分岐シナリオで一時的にカイの機体がこの姿に変化する。ストーリーモードでパルシオンから一時的に変化する場合と、直接ダークパルシオンを使用した場合でロゴに僅かな違いがあり、後者では「パルシオン」としか表示されない。
この他、ストーリーモードでの敵専用機としてシャドウパルシオンも登場するが、こちらは実質的にダークパルシオンのパイロットが表示されない版であり（ロゴも「パルシオン」のみ）、性能面も同等。
ワイズダック / 型番：GZ-56 / 『重装甲陸戦兵器 ワイズダック』
パイロット：ゴンザレス、トーマス、リッキー、ヘルマン、アービン
声 - 郷里大輔（ゴンザレス）、子安武人（トーマス）、遠近孝一（リッキー）、池田秀一（ヘルマン）、中原茂（アービン）
5人乗りの歩行戦車。パラシュートミサイルや地雷、クローなど、リアル志向の実弾系兵器を使用する。ファイナルアタックは「フルメタルハンター」。勝利時のデモには、ランチャーから花火を打ち上げるというパターンもある。
唯一ジャンプが不可能で、ジャンプボタンを押すと代わりに地雷を設置する。
パイロットは5人チームのゴンザレス隊だが、ストーリーモードではゴンザレス隊に補充兵として配属されてきた新兵のアービン・クロフォード二等兵が主人公として描かれる。他の隊員は、隊長である叩き上げ軍人のゴンザレス軍曹を始め、眼鏡を掛けた理論派の操縦兵トーマス伍長、ヘッドギアを付けた乱暴者の砲兵リッキー一等兵、帽子をかぶった無口な通信兵ヘルマン上等兵。
ワイズダック オルソロッソ / 型番：GX-56R1
パイロット：シャドーレッド
声 - 池田秀一
追加キャラクターとして使用可能（ストーリーモード不可）。ダッシュ移動などの機動力がアップしている。カラーリングは赤で、機体上部に「ツノ」が追加されている。
ディアナ17（セブンティーン） / 『機鋼天使（アーマードエンジェル） ディアナ17』
パイロット：天宮レイカ（あまみや レイカ）
声 - 根谷美智子
天宮財閥制作の女性型ロボット。攻撃のたびにハートマークが飛び交ったり、決めポーズが多いのが特徴。ファイナルアタックは「ダンシング・エンジェル・レボリューション」。なお、発表当時のゲーム雑誌『ゲーメスト』などでは「17」の読みは「セブンティーン」であり「ワンセブン」ではないとの注釈があった。
パイロットのレイカはお嬢様学校の鳳凰学園に通う17歳。天宮財閥令嬢で、普段はお淑やかな性格だが、ディアナ17に乗る際は（ゲーム中で主に見せている）凛々しく激しい性格に変わる。他のシナリオでもほぼ同様に「正義の味方」という立場で登場する。基本的に初めはレイカ自身の正体を隠し、ロボットの名で「人呼んで美と正義の使者、ディアナ17!」という名乗りを上げる。
パルシオン編では、パイロットこそレイカのままだがストーリー中に顔出しせず、ディアナ17本体が地球の守護者「ディアナ」として登場し、神秘的な存在として描かれている。
ラファーガ / 型番：YF-37 / 『Strategic Variable Fighter ラファーガ』
パイロット：サイモン・ハーバード
声 - 子安武人
ファイターモード（ヘリコプター）、スピナーモード、ソルジャーモードの3形態に変形する可変戦闘機。形態により戦い方がそれぞれ異なる。ファイナルアタックは「トランスフォーム・タクティクス」。
通常のパイロットはエリート軍人であるサイモンで固定されているが、アーケード版のストーリーモードでは敵として通常のラファーガにアムリッタが搭乗することもある。サイモン隊の所属は基本的にSHTO軍だが、他のシナリオで登場する場合はナカトと同じ連合軍扱いになっている場合もある。
ラファーガアムリッタ（アムリッタ専用機ラファーガ） / 型番：YF-38A
パイロット：アムリッタ
声 - 松本梨香
ドリームキャスト版で新たに追加キャラクターとして使用可能（ストーリーモード不可）。DC版ではストーリーモードで敵として登場するアムリッタの搭乗機もこれに変更されている。カラーリングが赤くなっている以外、性能は変わらない。
パイロットのアムリッタはサイモンの部下で、彼に対して密かに想いを寄せており、シナリオ展開によっては遠まわしに告白するもフラれてしまう。またボロン編では八つ当たりを受ける、ディクセン・ナカト編では戦死するなど、どちらかといえば損な役である。ドリームキャスト版ではプレイヤー使用可能なパイロットキャラクターになったため、専用のグラフィックとボイスが追加された。
ツインザムV / 『夢幻合体 ツインザムV』
パイロット：ユメノ大地（ユメノ ダイチ）&ユメノ空（ユメノ ソラ）
声 - 松本梨香&飯塚雅弓
2機の戦闘機の組み合わせにより、性能が変化する合体ロボ。ツインザム1（ファイヤーフォーメーション）は巨大な斧と熱エネルギー、ツインザム2（プラズマフォーメーション）は巨大なハンマーとプラズマを纏った両手のドリル、ミサイルを駆使して戦う。それぞれの形態へは、ゲージ使用技の「チェンジクロス・ツインザム」を使用することにより、いつでも移行することができる。ファイナルアタックは「ファイヤースラッシャー」（ファイヤーフォーメーション時）と「プラズマドリルインパルス」（プラズマフォーメーション時）。初期の設定では3機に分離・合体する予定だったが、処理が複雑なため見送られた。
パイロットのユメノ姉弟は、弟の大地が10歳、姉の空が11歳の小学生。大地はやんちゃで暴走しがち、空はしっかり者で男勝りな性格で、空は大地をよくいじめている。二人の母親は既に故人。
ボロン / 『魔法の国のポリンちゃん』
パイロット：ポリン
声 - こおろぎさとみ
魔法でガラクタから作ったロボットで、特大ドリルや新幹線など、近所から勝手に持ち出したあらゆるものを武器として用いる。1ゲージ使用で、ガード不能の自爆技を繰り出すことも可能である。ファイナルアタックの「わくわくボロン劇場」は、相手毎にリアクションが異なる。
操縦者であるポリンちゃん（本名：ポリアルム・ド・ポリンティン）は魔法の国ディルクルム出身の8歳の少女。荒唐無稽で無邪気で、愛のパワーにより無茶を押し通す性格で周りにパニックを撒き散らす。魔法で一時的に17歳の大人の姿に変身することもできる。番組名は唯一機体ではなくパイロット名になっている。他のシナリオではゴルディバス軍団の手先として登場することが多い。

### ボス
轟雷（ゴウライ） / 『魔霊将軍 轟雷』
パイロット：シャドーレッド / 轟守（トドロキ マモル）
声 - 池田秀一
真紅のライバルロボット。鎧武者のような外見をしている。ファイナルアタックは「冥界陣」。敵として登場するが追加キャラクターとしても使用可能で、アーケード版ではストーリーモードは存在しないが、ドリームキャスト版では新たにストーリーモードも用意されている。
パイロットのシャドーレッドはシナリオによって大きく分けて設定が2種類あり、キカイオーおよびDC版で用意された轟雷のストーリーではゴルディバス軍団の将軍で、その正体は事故で死んだはずの轟ジュンペイの父、轟守（マモル）。ただしキカイオー編ではゴルディバスによって洗脳されており、展開によっては主人公に倒されることで正気を取り戻すが、轟雷編ではゴルディバスに従うふりをして復讐の機会をうかがっている、という違いがある。

クヴァール / 『異次元生命体 クヴァール』
パイロット：イエール
声 - 鷹森淑乃
タコやクラゲに似た姿をした謎の異次元生物。ガードをすることはできない。敵専用機体であり、プレイヤーが使用することはできない。
この生物を操るイエールは、ゴルディバスによって地球人に似た姿で造られたアンドロイド。普段は落ち着いた表情だが、クヴァールを操る際は目を見開いた恐ろしい形相になる。
ラファーガ編では、サイモンの側に居る個体の他に複数の同型機が存在するという設定になっている。
一方、ディクセン・ナカト編では人間という設定で、ナカトの訓練校時代の同級生だったが、SHTO軍からの刺客として敵対する。
ガムダ / 『巨人宮殿 ガムダ』
パイロット：アレクシム
声 - ゲーム版 中尾隆聖 / ドラマアルバム版 竹本英史
滅亡した古代王国の国王や民衆の残留思念のエネルギーで動く、巨大な石造りの宮殿の遺跡。中ボスとして、ストーリー中によく登場する。攻撃力やアーマーブレイク力は高いが、ガードをすることができない。敵専用機体であり、プレイヤーが使用することはできない。
この遺跡を動かすアレクシムは、無念を遺した民衆の残留思念により蘇った、かつての古代王国の王子。王国の復活をゴルディバスに約束され忠誠を誓うが、目的が成就すればゴルディバスを倒して自分が支配者の地位に就こうと企んでいる。ただし、彼の計略がゲーム中のシナリオで描かれることはない。またラウンドを落としたときの台詞がドリームキャスト版ではすべて変更されている。
キカイオー編のみ、特定のルートでラストボスとして登場する。また、ディクセン・ナカト編では上述通り、通常と違いSHTO軍所属のイエールが操る乗機（戦闘ボイスは発しない）となっている。
ゴルディバス / 『魔神大帝 ゴルディバス』
パイロット：???（あえていうなら「悪意」）
声 - 大塚周夫
高次元からやってきた「悪意」が具現化した大いなる悪の存在。敵専用機体であり、プレイヤーが使用することはできない。
一度倒されると最終形態に変身し、赤い翼の生えた漆黒の体に胸部が巨大な怪獣の頭となり、攻撃も変身前よりはるかに強力になる。
多くのシナリオでラストボスとして登場しており、シナリオによっては悪の組織「ゴルディバス軍団」を結成しており、前述のボス機体3体やボロンなどが属していることがある。一方で、ディクセン・ハルマ編では自動機械群の女王ユニット、ワイズダック編では人類に審判を下そうとする謎の存在、ボロン編ではポリンの親でただの親子喧嘩だったりなど、各シナリオの世界観に合わせて別の設定が付けられていることもある。
スタッフによるとシューティングゲームのボスをイメージして作られたキャラクターであるらしい。
ゴルディバスの性能はもちろんのこと、一度倒されると最終形態に変身して連戦という都合上、プレイヤーは初期形態・最終形態の両方でゴルディバスのライフを削り切らないと勝利したことにならない（標準設定である2本先取の場合、計4回勝利する必要がある）。それに加え、最終形態に変身した後にプレイヤー側のライフとラウンド被先取はリセットされないため、非常に厳しい戦いになる（アーマー値は全回復&ファイナルアタック再使用可能）。

### ゲスト
ブロディアIIカスタム / 『強襲装甲 ブロディアIIカスタム』
パイロット：ジン・サオトメ
声 - うえだゆうじ
『サイバーボッツ』より参戦したドリームキャスト版の追加キャラクター。ブロディアは同作に登場するヴァリアント・アーマー（V.A.）と呼ばれる戦闘用ロボットの1機で、本作に登場するのはそのカスタム版。元々はアーケード版の没機体であったが、ドリームキャスト版で復活することになった。ストーリーモードはなく、チャレンジモードと対戦でのみ使用可能。ファイナルアタックは「ブレイクシャフト」。
パイロットのジンはマフラーをした21歳のV.A.パイロット。担当声優は『MARVEL VS. CAPCOM』に登場した時と同じ人物で、性格もそちら寄りになっている。決め台詞の「宇宙（うちゅう）のどこかで、また会おう!」も収録されている。

### その他のサブキャラクター
巽サオリ（たつみ サオリ）
声 - ゲーム版 長沢美樹 / ドラマアルバム版 井上喜久子
ジュンペイの同級生で巽教授の娘。キカイオー編ではごく普通の少女であるが、ボロン編では嫉妬深さを爆発させ、様々な言葉でジュンペイを罵倒する。
巽教授 / 巽博士
声 - ゲーム版 郷里大輔 / ドラマアルバム版 納谷六朗
サオリの父親。キカイオー編に登場する「巽教授」はテクノドームの責任者で轟博士の弟子であり、キカイオーについても知っていた。亡き轟博士に代わってジュンペイを手助けする。
轟雷編に登場する「巽博士」も立ち位置は同様だが、こちらは別人であり悪役となっている。
轟源三（とどろき げんぞう）
声 - ゲーム版 大塚周夫 / ドラマアルバム版 北村弘一
ジュンペイの祖父でキカイオーの建造者である博士。キカイオー編では初戦にてクヴァールの攻撃により死亡する。ジュンペイの両親を事故で死なせたことに責任を感じており、シャドーレッドの正体については知らなかったようである。
かあちゃん
声 - 松本梨香
空と大地の母親で、現実世界ではすでに他界している。
大神隊長（おおがみたいちょう）
声 - 池田秀一
BITの隊長。カイ編ではカイをBITにスカウトした人物。
嶋隊員（しまたいいん）
声 - 郷里大輔
BITの隊員の一人であるが、相当なお調子者である。
ゴロー君
声 - こおろぎさとみ
ヒーローであるパルシオンを一途に応援する少年。
シャドウパルシオン
声 - 中原茂
パルシオンの偽者として登場するゴルディバス軍団の手先。カイ編ではカイを裏切り者として処刑しようとする。見た目は悪のカイの変身するダークパルシオンと同じ。
マキ
声 - 飯塚雅弓
レイカの親友。明るく快活な少女で、ディアナ17に憧れる一方、レイカの正体に気付いていない。
天王院静（てんのういん しずか）
声 - 長沢美樹
レイカたちの先輩であり、常にお嬢様言葉で話す。レイカの正体を知りつつも、あえて追求しないなど器の大きさを見せる。
イボンヌ
声 - 鷹森淑乃
SHTO空軍（シナリオによっては連合軍）のオペレーターで、サイモンをサポートしている。
ライード
声 - 中原茂
ハルマの同期で、ハルマが心を許せる数少ない人間。
トンプソン教官
声 - 郷里大輔
ハルマたちの教官。その厳しさから鬼教官と言われているが、本人は勝利のためということで敢えて憎まれ役を買って出ている節がある。
陳明（チェンミン）
声 - 鷹森淑乃
避難民の一人であるが、そのあとノーザンライツのオペレーターになる。
ベイツ艦長
ノーザンライツの艦長。亡命を希望するナカトを受け入れる。
ビレット将校
声 - 大塚周夫
連合軍の将校、一見強面だが、ディクセン編ではハルマやナカトを戦線に送ることに心を痛め、轟雷編では怪我を押して出撃しようとするジュンペイを気遣うなど、良識ある大人として描かれている。
ランファン
ゲーム中では名前が明かされず「少女」表記。ゴンザレス隊の戦場となったエガチャカ村の幼い少女。両親とは生き別れになった模様。彼女の村が軍の掃討作戦の対象となったため、アービンは彼女を守るためゴンザレス軍曹に歯向かう。
デビロット・ド・デスサタンIX世、ガウェイン・マードック
『サイバーボッツ』のキャラクター。ブロディアIIカスタムのヒーローモードユニット使用時にカットインで登場することがある。

## スタッフ
オープニング、エンディングにそれぞれスタッフが表示されている。
- 企画原案：河森正治
- メカニカルデザイン：宮武一貴、河森正治
- 作画監督：志田栄治
- キャラ原案：福田直樹
- モーション＆モデリングデザイン：中野雄天、新谷さゆり、坂下眞司、松本敏和
- 美術・背景：中川大輔、西村芳雄、寺本和美、福本容子
- CGムービー：竹田公一
- プログラマー：秋山幸平、KATSUO、池田良磨、山口健二、山脇和男
- 音楽：岩井由紀
- 音響効果：北村武、大野博司
- 企画：佐々木栄一郎、辻本良三
- 企画協力：スタジオぬえ
- プロデューサー：醤野貴至

以下はエンディングにのみ表示される主なスタッフ。
- ゼネラルプロデューサー：船水紀孝
- エグゼクティブプロデューサー：岡本吉起
- デザインスーパーバイザー：AKIMAN（あきまん）
- レコーディングエンジニア：瀧本和也
- ボイスレコーディング：神南スタジオ
- スクリーンプレイ：大西嘉美、冨田篤
- アートワークデザイン：SENSEI（末次治樹）、NEZUMI OTOKO（酒井奨）、A.MAEJIMA、志田栄治

## 主題歌
映像はアニメを意識した作りとなっており、スタート時には時報が鳴る演出が入る（数種類のパターンがある）
- オープニング『闘え!キカイオー』
  - 歌：髑丸&アみーゴ隊 / 作詞：栄一郎（佐々木栄一郎） / 作曲・編曲：岩井由紀 / 編曲：古賀博樹（リニューアル版）
- エンディング『FIGHT!?』
  - 歌：髑丸とアみーゴ隊 / 作詞：栄一郎 / 作曲・編曲：岩井由紀 / 編曲：古賀博樹（リニューアル版）

## ドリームキャスト版
2000年1月13日発売のドリームキャスト版では、アーケード版同様の対戦および勝ち抜きモードを搭載し、さらにストーリーモードの劇中の台詞の全てがフルボイス化されている。また、アーケード版では、稼働時間が一定時間を超えると、プレイヤーの使用可能なロボットが追加される（ただしストーリーモード不可）というタイムリリース方式だったが、ドリームキャスト版では、対戦モードにて一定の成績を上げることで得られた資金（ポイント）を使って獲得していく方式が採用されている。また、新たな機体が2機追加されている他、それ以外にも主題歌のオリジナルアニメクリップやカラオケ、設定資料集なども入っており、ビジュアルメモリ用のミニゲームも収録されている（これらもポイントによって解禁）。ドリームキャスト版は初回生産特典としてキカイオーのカミモデル（ペーパークラフト）が付属している。
2001年1月18日にはドリームキャスト版のバリエーションとして、電話回線による対戦サービス「Matching Service」に対応したバージョン（『超鋼戦紀キカイオー for Matching Service』、以下MS版）が、ドリームキャストダイレクト（後のセガダイレクト）の通販専用ソフトとして発売された。MS版はネットワーク対戦モード（2003年9月1日にサービス終了）と、サウンドボックスに宮内タカユキの歌う新曲が2曲追加され、さらに一部の技にバランス調整（ディクセンの8方向ブースト復活、轟雷の一部コンボの削除など）が施された。この他、最初からアニメーションボックス開放済みとなったが、イラストボックスから投稿イラストが削除されている。基本的なゲーム内容そのものは通常版から変更はなく、セーブデータも共通。
なおオープニングに関して、ドリームキャスト版はポケモンショック後のアニメ放送の慣習に則り、冒頭に「テレビを見る時は部屋を明るくして離れて見て下さい。」のテロップが追加されている。

### 通信対戦版オリジナル曲
- 『Stand Up! Soldiers』
  - 歌：宮内タカユキ / 作詞：前田耕一郎 / 作曲・編曲：矢野立美
- 『君を探す翼』
  - 歌：宮内タカユキ / 作詞：前田耕一郎 / 作曲・編曲：矢野立美

## 関連商品

### 書籍
CHOUKOUSENKI KIKAIOH ROUGH & DRAFT ART WORK COKKECTION
イベント限定商品の原画設定資料。
ゲーメストムックVol.163 超鋼戦紀キカイオー魂
新声社、1998年12月27日発行。ISBN 4-88199-556-1。
超鋼戦紀キカイオー 公式ガイドブック
アスペクト、2000年2月28日発行。ISBN 4-7572-0727-1。

### 音楽CD
闘え!キカイオー
セルピュータレーベルより1998年9月18日発売。主題歌を収録したCD。アーケード版稼動直前に東京ゲームショウ物販ブースなどで3000枚限定発売されたもので、オープニングのみを収録。ゲームショップや一部のCDショップでも販売された。
闘え!キカイオー / FIGHT!?
セルピュータレーベルより2000年1月21日発売。ドリームキャスト版の発売に合わせてアニメパートに使われているリニューアル版オープニングとエンディングを収録。
超鋼戦紀キカイオー オリジナル・サウンドトラック
セルピュータレーベルより1998年11月21日発売。『キカイオー』の楽曲からキャラクターボイスに効果音など全ての音源を収録した2枚組みのサウンドトラックで、ゲームに使用されているオープニングはここでしか聴けない。なお初回版はトラック番号に誤りがあり、購入者には無料で修正版の用紙が送られた。

### ドラマCD
『超鋼戦紀キカイオー ドラマアルバム』としてセルピュータレーベルより1998年12月21日発売。ユメノ空役の飯塚雅弓が当時メインパーソナリティーを務めていたラジオ番組『飯塚雅弓のMEGA-TONスマイル』内にて1998年11月7日より4週連続でO・Aされていたラジオドラマのノーカット版に加えて、ボーナストラックとして『ポリンのお悩み相談室』が収録されている。キャストはジュンペイ、レイカ、ポリン、シャドーレッドなどプレイヤーキャラクターのパイロットはオリジナルのキャストになっているが、一部のサブキャラクターは変更されている。
ストーリー内容はゲームをベースにしたオリジナルになっており、ゲームでのキカイオー編の設定（ジュンペイが轟博士からキカイオーを受け継ぎ、ゴルディバス軍団と戦う）をメインにしつつも、ボロン編の設定（ポリンがジュンペイのところへフィアンセを名乗りやってくる）や、ディアナ17編の設定（天宮レイカがゴルディバス軍団を倒すため、キカイオーを仲間にしようとする）をも組み合わせたような内容になっている。また、この物語自体が「ユメノ空の見ている夢」と取れる内容になっており、空がナレーション的な立場の天の声として登場している。
- トラック
  - 第1話『神の手からこぼれ落ちた世界』
  - 第2話『罪と罰』
  - 第3話『生は彼方に』
  - 第4話『夢と現実が解け合う瞬間〜with-fulfillment〜』
  - ボーナストラック『ポリンのラブラブルーム!』
- 声の出演
  - 轟ジュンペイ：遠近孝一
  - ポリン：こおろぎさとみ
  - 天宮レイカ：根谷美智子
  - ユメノ空：飯塚雅弓
  - シャドーレッド：池田秀一
  - 巽サオリ：井上喜久子
  - 轟博士：北村弘一
  - 巽博士：納谷六朗
  - アレクシム：竹本英史

### 註釈
1. ↑  アーケードゲーム業界紙『ゲームマシン』では防御力と表現されている[1]。
2. ↑  例外の一例として、ラファーガ編のジュンペイは主役のキカイオー編第一話を踏まえた設定で登場している。
3. ↑  これらの設定はキカイオー編のディアナ17戦と特定ルート以外のシャドーレッド戦にて判明する。